# 博
博（日语：／ Hiro，1987年10月28日—），日本漫畫家、插畫家。居住於東京都。男性。

## 來歷、人物
博從高中開始就一直是京都動畫、Key作品、堀口悠紀子、平山英嗣的粉絲。在被動畫《神是中學生》的片頭所感動後，他決定要成為一名動畫師。2008年，在大學期間也以《Magi-Cu4格漫畫 CLANNAD》的插畫商業出道。當時他的目標仍是成為動畫師，但在大學2年級時，他的短篇作品《水族館》作為嘉賓刊登在了2009年8月號的《Manga Time Kirara Carat》上。該作品也作為嘉賓刊登於同年9月號和10月號，並從同年12月號開始連載至2011年10月號。
大學畢業後，他向一家以製作原創動畫為主的大型動畫工作室應徵了工作，並獲得了工作機會。但與此同時，Media Factory也邀請他連載《YUMEKURI》。據本人說，這事件是他一生中最大的轉捩點。目前，他偶爾會在自己的Twitter上發布自己繪製的明日同學的動畫影片。
2016年8月開始在《隔壁的YOUNG JUMP》上連載《明日同學的水手服》。

## 作品列表

### 漫畫
- Magi-Cu4格漫畫 CLANNAD（2）（2008年4月25日，enterbrain）
- 水族館（《Manga Time Kirara Carat》2009年12月號—2011年10月號，芳文社）
  1. 2010年9月27日 Manga Time KR Comics
  2. 2011年9月27日 Manga Time KR Comics
- 12月的憂鬱（《Manga Club Original（日语：まんがくらぶオリジナル）》2011年1月號聖誕特別號，竹書房）—嘉賓發表
- K-ON！輕音部 漫畫選集 Vol.4（2011年5月27日，芳文社）
- YUMEKURI（《月刊Comic Alive》2012年3月號—2017年2月號，Media Factory）
- 明日同學的水手服（《隔壁的YOUNG JUMP》2016年8月2日—，集英社）—連載中（每月1回）

### 插畫
插圖
- 複製的臉與反向少女（日语：コピーフェイスとカウンターガール）系列（著：假名堂荒（日语：仮名堂アレ），〈GAGAGA文庫〉，小學館）—全3冊
- 本田小狼與我（著：TONE KOKEN（日语：トネ·コーケン），〈角川Sneaker文庫〉，KADOKAWA）—全9冊

雜誌插圖
- Manga Club Original（日语：まんがくらぶオリジナル）（2011年1月號，竹書房）—封面
- 月刊COMIC RUSH（日语：月刊コミックラッシュ）（2011年3月號，JIVE）pinup（精選拉頁海報23）

網路發表插圖
- Rewrite 應援插圖[5]（後來它被收錄在2011年8月11日於2011年夏季VA採購辦公室出售的《Rewrite 應援插圖精選》裡）

畫冊
- （2022年1月19日，集英社）

### 其它
- 「My Private D★V」vol.40（《Manga Time Kirara》2010年12月號，芳文社）

## 外部連結
- dismaless （日語）—博的官方個人網站。
- 博的X（前Twitter） （日語）
- 博的pixiv （日語）